# کلسی‌تونین
برخی از سلول‌های تیرویید به نام سلول‌های C یا سلول‌های پارافولیکولار، هورمونی پروتئینی به نام کلسی تونین را ترشح می‌کنند که برخلاف هورمون پاراتیروئید (PTH) غلظت خونی کلسیم را کاهش می‌دهد. البته تأثیر این هورمون بر متابولیسم کلسیم در بدن انسان خیلی زیاد نیست.کلسی تونین در روده (کاهش جذب کلسیم)، استخوان (مهار فعالیت سلول استئوکلست و فعال کردن سلول استئوبلاست)، کلیه (افزایش دفع کلسیم) تأثیرگذار است.
هورمون پاراتورمون از غده پاراتیرویید ترشح می‌شود و موجب افزایش کلسیم خون می‌شود.
هورمون کلسی تونین از غده تیرویید ترشح می‌شود و با کاهش تجزیه و جلوگیری از برداشت کلسیم از استخوان‌ها موجب کاهش کلسیم خون می‌شود و در مواردی که خون هایپر کلسمی است به عنوان درمان مورد استفاده است.

## کاربرد دارویی
به نظر می‌رسد هورمون کلسی‌تونین با توجه به تأثیرات استخوانی آن یعنی مهار فعالیت سلول استئوکلاست و فعال کردن سلول استئوبلاست، تأثیرات مهمی در ترمیم استخوان به ویژه ستون مهره‌ها داشته باشد لذا کلسی‌تونین به صورت تزریقی برای کاهش فعالیت استوکلاست‌ها و درمان پوکی استخوان (استئوپورز) به کار می‌رود. کلسی‌تونین جانوری نیز موجود است ولی کلسی‌تونین نوترکیب ژنتیکی انسانی بهتر است.

## عوارض جانبی
عوارض جانبی آن شامل تهوع و برافروختگی صورت می‌باشد که پس از تزریق ایجاد شده و بزودی از بین می‌رود، اسهال، استفراغ و درد در محل تزریق نیز ممکن است ایجاد شود.
البته بالا بودن کلسی تونین در خون بیش از حد مجاز می‌تواند بیانگر اختلالات غده تیروئید و عموماً بیماری سرطان تیروئید باشد که توصیه می گردد بلافاصله بعد از آن سونوگرافی تیروئید انجام گردد.